# Bohdan Lewicki
Bohdan Tadeusz Lewicki (ur. 17 października 1921 w Sołotwinie, zm. 9 października 2012 w Warszawie) – polski inżynier budownictwa, Profesor zwyczajny, Doktor honoris causa multi, związany z Instytutem Techniki Budowlanej w Warszawie

## Życiorys
Pochodził z rodziny pieczętującej się herbem Rogala. Urodził się w Sołotwinie w województwie stanisławowskim.
Jego ojciec, Roman Lewicki, był leśnikiem. Matka Irena pochodziła z czeskiej rodziny Anderków wywodzących się z Ostrawy. Młodość spędził w Bydgoszczy, gdzie jego ojciec pełnił funkcję nadleśniczego. Tam też ukończył Państwowe Gimnazjum Klasyczne (obecnie I LO) i zdał maturę. Podjęcie studiów uniemożliwił mu wybuch II wojny światowej. Podczas wojny pracował m.in. jako placowy w tartaku w Jędrzejowie. W 1943 r. udało mu dostać się na studia na Państwowej Wyższej Szkole Technicznej, uczelni uruchomionej za zgodą okupacyjnych władz niemieckich, na której wykładało wielu przedwojennych profesorów Politechniki Warszawskiej. Uczelnia ta, działająca pod oficjalną przykrywką PWST, była w istocie podziemną Politechniką.
W 1946 r. ukończył studia - już na reaktywowanym Wydziale Inżynierii Lądowej Politechniki Warszawskiej. Pracował na budowach, między innymi przy wznoszeniu monumentalnego gmachu Państwowej Komisji Planowania Gospodarczego (obecnie budynek Ministerstwa Gospodarki). Podczas tej budowy, wraz z jej kierownikiem - inż. K. Nowakowskim, wymyślił zasypowe pustaki z jednofrakcyjnego gruzobetonu - zasadniczą częścią tego materiału był gruz zburzonej Warszawy.
W 1948 r. podjął pracę projektową w Zjednoczonych Pracowniach Architektonicznych, przekształconych później w Miastoprojekt - Specjalistyczne PPBM. Pracował również w Biurze Projektów Służby Zdrowia. Wraz z Arturem Kacnerem (późniejszym profesorem Politechniki Warszawskiej) Bohdan Lewicki projektował budynki mieszkalne, biurowe, szkolne i szpitalne - między innymi Szpital Bielański w Warszawie, budynki szpitalne przy ul. Oczki oraz przy ul. Madalińskiego w Warszawie. Brał udział również w projektowaniu budynków w innych miastach - m.in. w Białymstoku i w Lublinie. Łączna kubatura zaprojektowanych przez niego w tym okresie obiektów wynosi około 2 mln m³.
Przez wiele lat pracował dla ONZ jako ekspert Programu Narodów Zjednoczonych ds. Rozwoju (UNDP). Brał udział w organizacji Instytutu Badawczego Budownictwa w Madrasie w Indiach. Jako konsultant pracował między innymi w Iraku, w Algierii, Argentynie i na Jamajce. W krajach tych organizował kursy nowoczesnego budownictwa, współdziałał w pracach lokalnych ośrodków badawczych i normalizacji krajowej.

## Działalność naukowa
Od września 1947 r. był asystentem na Wydziale  Inżynierii Budowlanej PW, początkowo w Katedrze Konstrukcji Stalowych u prof. Emila Hildebrandta, a następnie w Katedrze Budownictwa Ogólnego u prof. Wacława Żenczykowskiego, pod kierunkiem przygotował rozprawę doktorską pod tytułem „Jednofrakcjowy gruzobeton”, obronioną w 1951 r. Od marca 1954 r. Prof. Bohdan Lewicki pracował w Zakładzie Mechaniki Ośrodków Ciągłych PAN, w pracowni prof. Wacława Nowackiego, a następnie w Zakładzie Budownictwa PAN prof. Żenczykowskiego, pełniąc funkcję zastępcy kierownika Zakładu. W lipcu 1954 r. uzyskał tytuł naukowy docenta. Po śmierci prof. Żenczykowskiego i włączeniu Zakładu Budownictwa PAN do Instytutu Techniki Budowlanej (1958) Prof. Bohdan Lewicki został pracownikiem Instytutu. W latach 1958–1961, był również pełnoetatowym pracownikiem Politechniki Śląskiej, prowadząc Katedrę Budowli Komunalnych.  Od 1986 r., był pracownikiem ITB na stanowisku kierownika Zespołu Podstawowych Problemów Badawczych Budownictwa. Tytuł profesora nadzwyczajnego otrzymał w 1964 r., a profesora zwyczajnego w 1972 r. Przez wiele lat był przewodniczącym Rady Naukowej ITB.
Bohdan Lewicki był profesorem wizytującym na Uniwersytecie Stanowym Missouri w Columbia (USA), a także na Uniwersytecie Technicznym w Kopenhadze/Lyngby, na Uniwersytecie Technicznym Chalmers w Göteborgu i Technion w Hajfie. Był wykładowcą budownictwa uprzemysłowionego na kursie specjalistycznym Instytutu Eduardo Torroja w Madrycie dla pracowników nauki z krajów Ameryki Łacińskiej. Był także wykładowcą w uczelniach i instytutach badawczych Holandii, Finlandii, Norwegii, Belgii, Kanadzie, Meksyku, Niemczech, Portugalii, we Włoszech, na Węgrzech i na Kubie.
Profesor Lewicki z 61 lat swojej etatowej pracy zawodowej był przez dokładnie 50 lat pracownikiem Instytutu Techniki Budowlanej w Warszawie. Był autorem ponad 497 publikacji, w tym 77 studiów i rozpraw, 75 podręczników, wytycznych i projektów norm. Był recenzentem 15 prac doktorskich i habilitacyjnych oraz promotorem 22 prac doktorskich.

## Życie prywatne
W 1947 r. wziął ślub z Marią Kozłowską, historykiem sztuki i popularyzatorką nauki, z którą spędził 65 lat swojego życia. 
Ojciec Anny Lewickiej-Morawskiej, historyka sztuki, profesora Akademii Sztuk Pięknych w Warszawie, oraz Pawła Lewickiego, profesora psychologii na Uniwersytecie w Tulsa w stanie Oklahoma.

## Osiągnięcia
- Doktorat honoris causa Uniwersytetu Technicznego Chalmers w Göteborgu (1986)
- Doktorat honoris causa Politechniki Śląskiej (2009)

Prof. Lewicki otrzymał szereg odznaczeń i wyróżnień krajowych i zagranicznych
- Krzyż Komandorski Orderu Odrodzenia Polski (2001)[1]
- Krzyż Oficerski Orderu Odrodzenia Polski
- Krzyż Kawalerski Orderu Odrodzenia Polski
- Złoty Krzyż Zasługi
- Medal założyciela Instytutu Eduardo Torroja w Madrycie
- Nagroda im. prof. Wacława Żenczykowskiego (1965)[2]
- Medal im. prof. Stefana Kaufmana (2001)[3]
- Nagrody ministrów budownictwa oraz stowarzyszeń naukowo-technicznych za wybitne osiągnięcia twórcze.